# Homalia pennatula
Homalia pennatula är en bladmossart som beskrevs av Si He och Johannes Enroth 1995. Homalia pennatula ingår i släktet Homalia och familjen Neckeraceae. Inga underarter finns listade i Catalogue of Life.